# Servidor de Red de Apple
El Servidor de Red de Apple (por su siglas en inglés ANS) era una línea de PowerPC- basados en diseños de servidores de computadoras, fabricados y vendidos por Ordenador de Apple, Inc. desde febrero de 1996 hasta abril de 1997. Fue inicialmente nombrado como "Shiner" y originalmente constó de dos modelos, el Servidor de Red 500/132 ("Shiner LE", por ejemplo, "low-end") y el Servidor de Red 700/150 ("Shiner HE", por ejemplo, "high-end"), el cual conseguía un modelo de compañero , el Servidor de Red 700/200 (también "Shiner HE") con un más rápido CPU en noviembre de 1996.
Las máquinas no son una parte de la línea de ordenadores Apple Macintosh;  estuvieron diseñados para correr en IBM AIX OS y su ROM específicamente impidieron el arranque del Mac OS Clásico. Esto les hace los últimos ordenadores de escritorio "no-Macintosh" hechos por Apple hasta la fecha. El 500/132, 700/150, y 97 vendidos en el mercado de EE. UU. por $11,000, $15,000 y $19,000, respectivamente.
Los servidores de red de Apple no deben confundirse con los Apple Workgroup Servers y los Macintosh Servidores, que eran estaciones de trabajo de Macintosh que se enviaban con el software del servidor y usaban Mac OS; la única excepción, el Workgroup Server 95, un Quadra 950 con un controlador SCSI adicional que se envió con A/UX—también era capaz de ejecutar Mac OS. Apple no volvió a tener hardware de servidor comparable en su línea de productos hasta la introducción del Xserve en 2002.
La corta vida útil del producto se atribuye a problemas financieros significativos en Apple a principios de 1997. El CEO Gil Amelio canceló tanto Network Server como OpenDoc en la misma reunión, ya que se determinó que tenían bajas prioridades.

## Hardware
Se suponía que el hardware del servidor de red Apple se basaba en un nuevo diseño de placa base específico para el producto. Durante el desarrollo del hardware, Apple abandonó el diseño original de la placa base por razones no confirmadas. Para avanzar y enviar el producto, Apple realizó modificaciones en la placa base y la ROM Power Macintosh 9500 (bloqueando todas las llamadas de Mac OS) y porteo AIX al nuevo hardware. Ya sea que esté relacionado con el cambio de hardware o por coincidencia, Apple también abandonó su NetWare en el desarrollo de PowerPC (nombre en clave: Wormhole) en este momento. El diseño general de la placa base parece sugerir una estrecha relación con los sistemas RS / 6000 basados en PowerPC de IBM, que también fueron diseñados para ejecutar AIX. Por otro lado, muchos componentes de la placa base, especialmente la ROM de arranque de Open Firmware, son similares a la placa "Tsunami" utilizada en Power Macintosh 9500 y algunos clones de Macintosh. 
Si bien el diseño de la placa de circuito del servidor de red de Apple (ANS) puede parecerse a los sistemas RS / 6000, lógica y físicamente es casi idéntico a un Power Macintosh 9500 (PM9500), aunque ejecuta un firmware bastante diferente el cual  es específico para su misión y única función. 
Comenzando en el bus de nivel superior y trabajando hacia abajo en la jerarquía del bus, en el nivel superior se encuentra el bus de CPU con un controlador Hammerhead (Apple Part # 343S1190) que también se encuentra en el PM9500. La CPU, como se mencionó, es una PowerPC 604 o 604e. Los buses del CPU a los buses puentes del PCI son controladores Bandit (343S0020). Tanto el ANS como el PM9500 tienen dos controladores Bandit y dos buses PCI separados. Todos los dispositivos en el nivel del bus de la CPU son idénticos entre el ANS y el PM9500. En ambos sistemas, el reloj del bus del CPU es suministrado por la tarjeta de CPU extraíble. Sin embargo, en el ANS, el búfer de reloj que divide el reloj del sistema para todos los dispositivos del bus de la CPU está en la placa base, mientras que en el PowerMac 9500 el búfer de reloj está en la tarjeta de la CPU. 
Los controladores del carril de datos de memoria son diferentes en el ANS de los del PM9500, presumiblemente debido a la compatibilidad adicional con la memoria de paridad. Los controladores del carril de datos de memoria ANS son 343S1161 en lugar de 343S1141 como en el PM9500. Sin embargo, la estructura de la memoria es la misma con dos bancos de ranuras DIMM y es compatible con el entrelazado de memoria cuando las ranuras correspondientes en diferentes bancos contienen DIMM de memoria idénticos. El ANS tiene ocho ranuras DIMM de memoria en lugar de las doce del PM9500, pero otras máquinas basadas en Hammerhead como la PM8500 también tienen solo ocho ranuras DIMM de memoria.
En el bus PCI, como se mencionó anteriormente, el ANS usa el puente Bandit PCI, al igual que el PM9500. Los árbitros del bus PCI también son idénticos (343S0182). Los árbitros de bus reciben las señales de solicitud de bus PCI y emiten las señales de concesión de bus a las ranuras PCI y a los chips de puente PCI (Bandit).
El administrador de interrupciones y el controlador IO de la placa base también es el mismo. Ambos usan Grand Central (343S1125). Grand Central es un dispositivo en el bus PCI. 
En el bus PCI, ANS se separa del PM9500 de varias maneras. El ANS tiene dos chips SCSI 53C825A con soporte para operaciones SCSI rápidas y anchas, que no están presentes en el PM9500. Cada uno de ellos aparece como un dispositivo PCI separado en el bus PCI. El ANS también agrega un controlador de video Cirrus Logic 54M30 como un dispositivo PCI adicional. 
En total, el ANS tiene tres dispositivos PCI de los que carece el PM9500. Las ranuras PCI también están organizadas de manera diferente de las de ANS. En el PM9500, Grand Central y las tres primeras ranuras de PCI tienen soporte de Bandit 1. Las tres ranuras que quedan de PCI están soportadas por Bandit 2. En ANS, Grand Central, los dos chips 53C825A SCSI, el controlador de video 54M30 y las dos ranuras superiores son compatibles con Bandit 1. Las cuatro ranuras PCI restantes son compatibles con Bandit 2. Algunos pueden encontrar interesante que esto (seis dispositivos compatibles con Bandit 1) confirme que el puente Bandit PCI y el chip árbitro asociado pueden directamente (sin PCI- Puente PCI requerido) admitir al menos seis dispositivos PCI con soporte de firmware adecuado.
Bajando aún más en la jerarquía, el chip Grand Central es una especie de bus de E / S para diversos dispositivos de placa base. Tanto el ANS como el PM9500 usan el chip CURIO (AM79C950, parte personalizada de AMD) para admitir puertos serie, un bus SCSI lento (5 Mbit / s, basado en 53C94 / 96) y ethernet de 10Mbit / s. El controlador de discos flexibles SWIM también es común en ambas máquinas y está conectado a través del chip Grand Central. El ANS carece del chip MESH SCSI (chip Apple SCSI derivado del 53CF94 / 6) que está presente en el PM9600 y es compatible con el bus interno Fast SCSI.
Grand Central proporciona soporte para once interrupciones del sistema. Tanto en Macintosh como en ANS, cada ranura PCI contiene solo una línea de interrupción (hasta cuatro admitidas en la especificación PCI) y cada línea es utilizada por un solo dispositivo. El mapa de interrupción es diferente en las dos máquinas, y esto representa la razón más probable por la que insertar una ROM PM9500 o PM9600 en un ANS no permitirá que la máquina arranque. El firmware espera que ciertas interrupciones correspondan a ciertos eventos, pero la señal de interrupción está físicamente conectada a un dispositivo diferente al que espera el firmware.

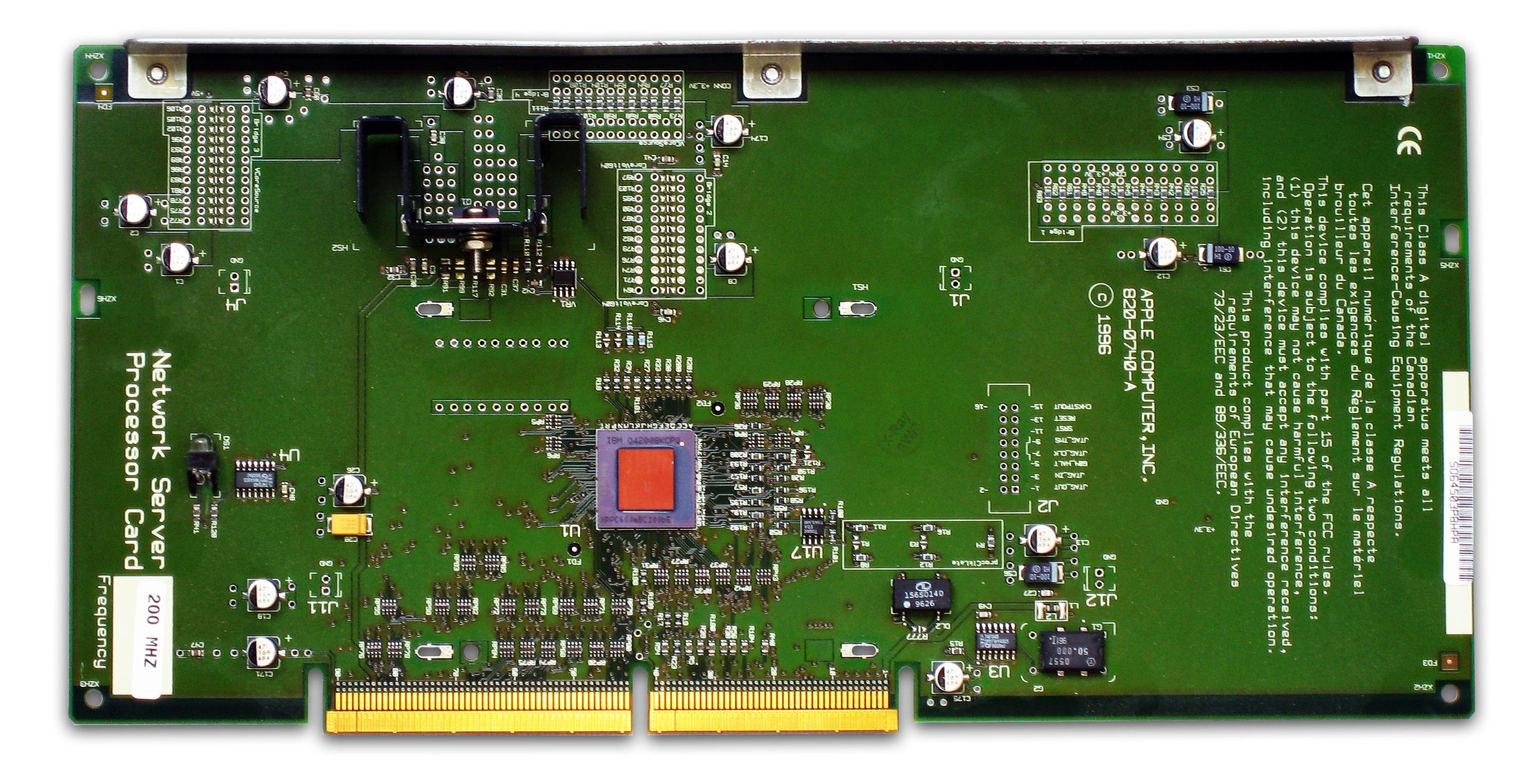
La placa del CPU de una ANS 700/200. Las CPU ANS 500/132 y 700/150 son hechas desde la misma placa, pero, cada una emplea puentes de configuración únicos. Todas las CPU ANS tienen una etiqueta impresa aplicada (que se muestra en el extremo izquierdo) que identifica la velocidad de la CPU: 132, 150 o 200 MHz. Al igual que en esta generación de productos PowerPC de Apple, la tarjeta de procesador instalada determina la velocidad de la CPU del sistema, y la velocidad del bus del sistema es derivado de la velocidad de la CPU: 44 MHz para / 132 y 50 MHz para / 150 y / 200.

El ANS 500/132 utiliza una CPU PowerPC 604 con velocidad de reloj de 132 MHz, y la ANS 700/150 tiene la misma CPU de la familia, pero con velocidad de reloj de 150 MHz. Ambos tienen un caché L1 de 32 kB. El ANS 700/200 ofrece el PowerPC 604e más avanzado que trabaja con una velocidad de reloj de 200 MHz, con un caché L1 de 64 kB. El caché L2 del ANS está montado en un SIMM, con un tamaño estándar de 512 kB para los 500 y 1 MB para los 700. Cualquier ANS puede tener instalada la tarjeta de caché de 1 MB. La velocidad del bus del sistema es de 44 MHz para los 500 y de 50 MHz para los 700 o para cualquier ANS en el que se haya instalado la tarjeta de procesador de 200 MHz. La placa base ANS tiene ocho ranuras de RAM de paridad DIMM de 168 pines con cuatro de ellas libres (con una cantidad máxima de 512 MB de RAM detallada). El ANS 500/132 se envió con 32 MB de RAM instalada (4 × 8 MB 60 ns DIMM de paridad fabricados por IBM) y el ANS 700/150 y el ANS 700/200 se enviaron con 48 MB (2 × 16 MB 60 ns + 2 × 8 MB DIMM de paridad también fabricados por IBM). Para todos los usos prácticos, la configuración de RAM máxima es DIMM de paridad de 4 × 128 MB (512 MB, total) u DIMM de paridad de 8 × 64 MB (también 512 MB en total). La máquina no enviara (es decir, no pasará la prueba del sistema de encendido) si hay más de 512 MB instalados. Esta es una restricción absoluta integrada en el ROM-DIMM de la máquina. Si incluso un DIMM RAM no tiene paridad, entonces la comprobación de paridad está desactivada para toda la RAM, en cuyo caso son aceptables los DIMM RAM de 70 ns. Los módulos DIMM RAM FPM o EDO son aceptables, en cualquier orden, ya que la máquina trata los módulos DIMM RAM EDO como módulos DIMM RAM FPM.
Todos los servidores de red cuentan con un controlador Wide SCSI-2 interno de dos canales (Narrow, para la unidad de CD-ROM y para cualquier unidad de disco duro que se ha sido instalada con el kit de instalación Narrow SCSI-2 de Apple accessory), un conector externo de 25 pines SCSI-1 y un disquete estándar "SuperDrive" de 1,44 MB. Seis ranuras PCI libres están disponibles para la expansión; las piezas compatibles con AIX incluyen dos tarjetas Ethernet y una tarjeta RAID SCSI. Otros puertos incluyen un puerto ADB, dos puertos seriales y un puerto AAUI. A diferencia de todas las otras computadoras Apple de la época, el ANS usa un conector VGA para el video incorporado, que fue incorporado como un adaptador para pantallas de Apple.
Un aspecto único de los servidores de red de Apple es su carcasa: es totalmente bloqueable y extremadamente accesible, presenta una pequeña pantalla LCD para diagnósticos y su parte frontal tiene siete ranuras para dispositivos, con un CD-ROM y un disco duro montado en ellas en la configuración estándar. Se pueden agregar módulos de disco duro SCSI intercambiables en caliente adicionales o un transmisor de cinta DAT a las ranuras libres. Opcionalmente, el ANS 700 también admite unidades de fuente de alimentación redundantes e intercambiables en caliente y una rejilla de unidades internas para los otros dos discos duros fijos. La caja es grande y pesada, con una altura de 24.5 pulgadas (62 cm), un ancho de 16.5 pulgadas (42 cm), y a una profundidad de 18 pulgadas (46 cm) y un peso de más de 80 lb (36 kg), con peso exacto dependiendo de la configuración del hardware. Eso significa que, si bien tiene el ancho adecuado para una rejilla de 19 pulgadas, requiere al menos 14 pulgadas de altura para las unidades de la rejilla. Un tercer modelo monta una rejilla más pequeña sin la gran matriz de discos, la Network Server 300 (con el nombre en código "Deep Dish", como en una pizza de plato hondo), nunca pasó la etapa del prototipo. También se desarrollaron, pero nunca se lanzaron, tarjetas de CPU con dos CPU. Las tarjetas de CPU Power Macintosh 9500, que estaban disponibles con procesadores duales, pero que no eran compatibles con el ANS.
Una ANS 500/132 puede ser actualizada a una ANS 500/200 instalando la tarjeta secundaria del procesador de 200 MHz. Es posible actualizar un ANS 500 a un ANS 700 o degradar un ANS 700 a un ANS 500 simplemente cambiando el panel posterior de alimentación y las PSU, pero es necesario desmontar completamente la base del ANS para alcanzar tal actualización o degradación. Un ANS 700 tiene solo una conexión de alimentación de entrada, a pesar de que tiene dos fuentes de alimentación independientes. Sin embargo, un ANS 700 se puede ser convertida fácilmente en una configuración de alimentación primaria dual (alimentación primaria independiente, posiblemente, y deseable, desde diferentes paneles de alimentación, uno posiblemente respaldado por una fuente de alimentación ininterrumpida) quitando el conector de alimentación de entrada IEC y físicamente y Conexión eléctrica de dos cables de alimentación de entrada, uno a cada fuente de alimentación redundante. Sin embargo, esta modificación probablemente invalida el Listado UL de la máquina. Sin embargo, dicha modificación se implementaría una verdadera configuración de redundancia N + 1.

## Software
Los servidores de red se vendieron exclusivamente con AIX, en una versión llamada "AIX for Apple Network Servers"  con algunas características específicas de Apple, como los servicios AppleShare, añadidos; existen dos revisiones, 4.1.4 y 4.1.5. La variante A/UX de Unix de Apple que ya había sido descontinuada y no es compatible con PowerPC. Debido a su sistema operativo AIX y similitudes de hardware, los Servidores de Red son en su mayoría compatibles binariamente con la serie RS/6000. Sin embargo, las aplicaciones que se basan en el procesador POWER2 de RS/6000 y el bus Micro Channel son incompatibles con la CPU PowerPC y el bus PCI de ANS.
Durante el desarrollo del producto, Apple probó las versiones alfa de Novell NetWare para PowerPC. Casi al mismo tiempo que el hardware cambió, el proyecto NetWare dejó de actualizarse y luego fue abandonado. Apple también probó y produjo un número limitado de SIMM ROM que admitían Windows NT para PowerPC en los Servidores de Red 500 y 700.
Como alternativa a AIX, es posible, aunque complicado, instalar PowerPC Linux o NetBSD en el ANS. Es posible, con los prototipos de ROM Macintosh, iniciar un Apple Network Server 500 o 700 en Mac OS 7.5 o posterior, sin embargo, el soporte de Ethernet no estaba completo. No existen fuentes confiables para el procedimiento o los requisitos. Ethernet no solo es diferente, sino que la interfaz de pantalla también lo es. El uso de una tarjeta Ethernet DEC "Tulip"  de marca Apple, pero una tarjeta de pantalla de un 9500 ayuda mucho a lograr la capacidad de Mac OS, pero incluso esto no está asegurado. Yellowdog Linux 2.xo 3.x está más seguro, y NetBSD 1.5.x podría ser aún mejor. Sigue habiendo problemas importantes, como los controladores de bus "Bandit" duales, el formato de disquete patentado y posiblemente el CD-ROM. Los discos duros UW-SCSI rara vez son un problema y Apple incluso lanzó un kit de instalación de disco duro U-SCSI (pero reducido) para el ANS, aunque un ANS normalmente solo está equipado con discos UW-SCSI.

## Estado
A partir de 2005, la mayoría de los Servidores de Red de Apple habían sido retirados del servicio y la mayoría habían sido devueltos a Apple o vendidos en el mercado secundario, remanufacturados en fábrica o tal como están, o enviados a un reciclador y aplastados. Alguna vez fue común que un ANS bien presentado apenas recuperara la oferta mínima de $ 0.99 en eBay. El envío de un ANS es costoso, alrededor de $ 100 desde EE. UU. a EE. UU., si se envía por bulk shipping. Pocas piezas de repuesto están disponibles, particularmente no los componentes mecánicos.
A partir de 2019, los Servidores de Red de Apple a veces se ven y se venden por más de US $ 2,000 en eBay. 